# Ivan Valberkh
Ivan Ivanovitch Valberkh (en russe Иван Иванович Вальберх) est un danseur, chorégraphe et maître de ballet russe né à Moscou le 14 juillet 1766 et mort à Saint-Pétersbourg le 26 juillet 1819. Né Ivan Lessogorov, son nom fut changé en Valberkh par Catherine II de Russie.

## Biographie
Élève de Gasparo Angiolini et de Giuseppe Canziani, il étudie à Paris en 1786 et découvre les principes de Noverre et du ballet d'action. Revenu en Russie en 1794, il devient professeur à l'École théâtre de Saint-Pétersbourg et monte son premier ballet, Le Repentir heureux, l'année suivante. Son ballet Le Nouveau Werther (d'après Goethe, musique de Serge Titov, 1799) assoit sa renommée.
En 1809, son Romeo e Julia est l'une des premières versions chorégraphiées du Roméo et Juliette de Shakespeare.
Il crée plus de trente œuvres et remonte une dizaine de ballets d'autres chorégraphes pour le Théâtre impérial, dont il est le maître de ballet de 1803 à sa mort, partageant régulièrement cette fonction avec Charles-Louis Didelot.
Il fut le premier chorégraphe et maître de ballet de nationalité russe dans l'histoire de la danse en Russie.